# Rexichthys johnpaxtoni
Rexichthys johnpaxtoni is een straalvinnige vissensoort uit de familie van slangmakrelen (Gempylidae). De wetenschappelijke naam van de soort is voor het eerst geldig gepubliceerd in 1987 door Parin & Astakhov.